# Parafia św. Anny w Jelonkach
Parafia pw. Świętej Anny w Jelonkach – parafia rzymskokatolicka należąca do dekanatu Ostrów Mazowiecka – Wniebowzięcia NMP, diecezji łomżyńskiej, metropolii białostockiej. 
Erygowana została w 1510 roku. Jest prowadzona przez księży diecezjalnych.

## Zasięg parafii
Do parafii należą wierni z miejscowości: Jelonki, Czesin, Grądziki, Jelenie, Malinowo Nowe, Malinowo Stare, Modlinek, Przyborowie, Przyborowie-Kolonia, Przyjmy, Rynek, Seroczyn, Sulęcin Szlachecki, Sulęcin Włościański, Trynosy, Trynosy (osada leśna), Zakrzewek, Zalesie i Zgorzałowo.